# Maud, Texas
Maud là một thành phố thuộc quận Bowie, tiểu bang Texas, Hoa Kỳ. Năm 2010, dân số của xã này là 1056 người.

## Dân số
- Dân số năm 2000: 1028 người.
- Dân số năm 2010: 1056 người.